# Herman Leonard
Herman Leonard (6 de marzo de 1923, en Allentown, Pensilvania  – 14 de agosto de 2010, en Los Ángeles, California) era un fotógrafo estadounidense conocido por sus imágenes únicas de iconos de jazz.

## Vida
Los padres de Leonard, Joseph Leonard y Rose Morrison, era inmigrantes judíos de origen rumano que emigraron de Iaşi a los Estados Unidos.
Leonard obtuvo un licenciatura en Bellas Artes en el grado en fotografía en 1947 de Universidad de Ohio, a pesar de que su carrera universitaria estuvo interrumpida por una visita de deber en el Ejército de los Estados Unidos durante Segunda Guerra Mundial. En el ejército trabajó como técnico médico en Birmania, mientras que se adjunta a las tropas chinas de Chiang Kai-shek luchando en la segunda guerra sino-japonesa contra los japoneses.
Después de su graduación, él trabajó durante un año con uno de los mejores retratistas de su época: Yousuf Karsh. Karsh le dio la experiencia valiosa que fotografía personalidades públicas como Albert Einstein, Harry Truman y Martha Graham.
En 1948, Leonard abrió su primer estudio en el pueblo de Greenwich de Nueva York en 200 Sullivan St. Trabajaba como free-lance para varias revistas, pasaba sus noches en los clubs de jazz Royal Roost y Birdland, donde fotografió a músicos de jazz como Gordon Diestro, Charlie Parker, Dizzy Gillespie, Billie Vacaciones, Duque Ellington, Miles Davis y otros.
Después de trabajar para el productor de discos de jazz Norman Granz, Leonard fue elegido en 1956 por Marlon Brando para ser su fotógrafo personal y documentar un viaje de búsqueda extenso en el Extremo Oriente. A su regreso, Leonard se mudó a París, donde siguió fotografiando asignaciones en la moda y negocio publicitario y fue corresponsal europeo para la revista Playboy. También fotografió a muchos artistas franceses de grabación para Barclay Records, incluyendo Dalida, Charles Aznavour, Léo Ferré, Henri Salvador, Jacques Brel, Jean Ferrat, Les Chaussettes Noires, Eddy Mitchell, y Johnny Hallyday.
En 1980, Leonard, con su mujer Elisabeth y dos niños, Shana y David, se mudóde París a la isla de Ibiza, donde estuvo  hasta que 1988, cuándo se instaló en Londres con su familia. En Londres Leonard tuvo su primera exposición de su trabajo sobre jazz en la Compañía de Fotógrafos Especial en Notting Hill. La exposición estuvo visitada por encima diez mil personas, incluyendo cantantes Sade y Bono de U2. El espectáculo visitó los Estados Unidos en 1989, y Leonard se mudó brevemente a San Francisco. Después de una exposición en A Gallery for Fine Photography en Nueva Orleans, cayó enamorado de la ciudad y la hizo su casa para los próximos catorce años, además de sumergirse en la animada escena de jazz y blues de la ciudad.
En agosto de 2005, Huracán Katrina destruyó la casa y el estudio de Leonard cuándo el 17.º Canal Levee rompió cerca su casa. El fotógrafo y su familia perdieron muchas propiedades, incluyendo 8.000 fotografías, pero sus negativos fueron protegidos en la bóveda del Museo Ogden en Nueva Orleans. Después del huracán Katrina, Leonard se mudó a Studio City, California, y restableció su negocio allí, trabajando con compañías y revistas de música y cine. Durante este tiempo, recibió una subvención de la Fundación GRAMMY, que permitió que su amplia biblioteca de negativos fotográficos se archivara digitalmente para las generaciones futuras.
Las fotografías de jazz de Leonard, ahora valiosos artículos de coleccionista, son un registro único de la escena jazzística de los años 1940, 1950 y 1960, y su colección se encuentra ahora en los archivos permanentes de la historia musical estadounidense en el Instituto Smithsoniano en Washington D. C. En 2008, su viejo amigo Tony Bennett le regaló a Leonard el codiciado Lucie Award en una ceremonia en el Lincoln Center en Ciudad de Nueva York. En junio de 2009, Leonard fue el orador principal de la clase de graduados de la Universidad de Ohio en 2009, momento en el que también recibió un doctorado honoris causa.
Trabajó con el músico Lenny Kravitz en un proyecto en las Bahamas durante enero de 2010.
Louisiana Public Broadcasting, bajo el mando de la presidenta Beth Courtney, produjo el documental Frame after Frame: The Images of Herman Leonard.
La BBC produjo una película, (2011) "Saving Jazz", sobre las luchas de Herman Leonard tras el desastre del huracán Katrina en Nueva Orleans. La película fue dirigida por el documentalista Leslie Woodhead.
En 2012, el Museo GRAMMY en Los Ángeles, California, presentó una retrospectiva de un año de duración, Herman Leonard: Documentando a los Gigantes del Jazz.
En 2013, la Biblioteca Presidencial William J. Clinton en Little Rock, AR honró el trabajo de Herman Leonard con una exposición principal de cinco meses, "Jazz: Through the Eyes of Herman Leonard". La exposición también incluyó artefactos de muchos de los artistas que Leonard fotografió, incluidos Duke Ellington, Louis Armstrong, Chet Baker y Ella Fitzgerald. El presidente Clinton dijo que "Herman Leonard es el mejor fotógrafo de jazz en la historia del género". La hija de Leonard, Shana Leonard y Stephen Smith, pronunciaron un discurso de apertura.

## Técnica
Trabajaba en gran formato, con una cámara Speed Graphic 4x5” y 2 flashes muy modernos, pero este equipo muy pesado le limitaba a disparar 10 o menos placas por noche. Usando negativos de vidrio, Leonard aumentó la sensibilidad de las placas al exponerlas al vapor de mercurio. La técnica que empleaba consistía en colocar una flash por encima y detrás de los músicos, lo que creaba un halo de luz de fondo. El segundo flash lo ponía en el lado derecho del escenario. Con esta técnica lograba un dramático efecto de iluminación que a menudo se veía reforzada por el humo espeso en los clubes.